# William Candidus
William Candidus (* 25. Juli 1840 in Philadelphia; † April 1910 in Frankfurt am Main) war ein US-amerikanischer Opernsänger (Tenor).

## Leben
Candidus war der Sohn eines deutschen Einwanderers in die USA und wurde zunächst als Instrumentalmusiker ausgebildet. Neben seiner Tätigkeit in der Firma Steinway wirkte er in Gesangvereinen als Solist, zunächst auf autodidaktischer Basis, bis ihm 1867 nach einem Auftritt als Max in Der Freischütz zur professionellen Stimmausbildung geraten wurde.
Ausgebildet von Konaptczek in Berlin, debütierte Candidus offiziell 1874 am Hoftheater Weimar und war zunächst am Hoftheater Hannover (1874–75) und am Stadttheater Hamburg (1875–76) engagiert. Gastspiele führten ihn darauf nach Berlin, München, England und in die USA. Von 1880 bis 1885 war er Mitglied am neu gegründeten Opernhaus Frankfurt am Main.
Er ging für einige Jahre wieder nach Nordamerika, wo er 1885–1887 bei der American National Opera Company engagiert war. Als Mitglied einer Militärkapelle nahm Candidus am Amerikanischen Bürgerkrieg teil. Nach seiner Rückkehr gehörte er in der Spielzeit 1889/90 nochmals der Oper von Frankfurt am Main an. Candidus wurde nicht nur als Opern-, sondern auch als Konzert- und Oratoriensänger geschätzt, etwa als Evangelist in der Matthäus-Passion von Johann Sebastian Bach.
William Candidus war mit der am 1. Februar 1875 verstorbenen Wilhelmine Candidus geborene Steinway verheiratet.

## Repertoire

### Bedeutende Auftritte
- Gérald in Lakmé von Delibes, Frankfurt am Main 1882 (deutsche EA) und New York, Academy of Music 1886 (amerikanische EA)
- Titelrolle in Nero von Rubinstein, American National Opera Company 1887 (amerikanische EA)
- Mitwirkung in Alona von Wilhelm Hill, Frankfurt am Main 1882 (UA)

### Sonstige Rollen
- Arnoldo in Guillaume Tell von Rossini
- Edgardo in Lucia di Lammermoor
- Manrico in Il trovatore
- Radames in Aida
- Titelrolle in Faust von Gounod
- José in Carmen
- Karloo in Patrie! von Paladilhe
- Faust in La damnation de Faust von Berlioz
- Énée in La Prise de Troie von Berlioz